# Association de la Jeunesse Auxerroise 1996-1997
Questa voce raccoglie le informazioni riguardanti la Association de la Jeunesse Auxerroise nelle competizioni ufficiali della stagione 1996-1997.

## Maglie e sponsor
Lo sponsor tecnico per la stagione 1996-1997 è Adidas, mentre lo sponsor ufficiale è Fimagest.
| Manica sinistra · Manica sinistra · Maglietta · Maglietta · Manica destra · Manica destra · Pantaloncini · Calzettoni · Calzettoni |

## Organigramma societario
Area direttiva
- Presidente: Jean-Claude Hamel
- Amministratore: Jean Edy

Area tecnica
- Direttore sportivo: Guy Roux
- Allenatore: Guy Roux
- Allenatore in seconda: Dominique Cuperly

## Rosa
| N. |                      | Ruolo | Calciatore         |
| -- | -------------------- | ----- | ------------------ |
| 1  | Francia (bandiera)   | P     | Lionel Charbonnier |
| 2  | Francia (bandiera)   | D     | Alain Goma         |
| 3  | Francia (bandiera)   | D     | Franck Rabarivony  |
| 4  | Francia (bandiera)   | D     | Franck Silvestre   |
| 5  | Australia (bandiera) | D     | Ned Zelić          |
| 6  | Francia (bandiera)   | C     | Philippe Violeau   |
| 7  | Francia (bandiera)   | C     | Sabri Lamouchi     |
| 8  | Algeria (bandiera)   | C     | Moussa Saïb        |
| 9  | Francia (bandiera)   | A     | Lilian Laslandes   |
| 10 | Francia (bandiera)   | C     | Antoine Sibierski  |
| 11 | Francia (bandiera)   | A     | Bernard Diomède    |
| 12 | Nigeria (bandiera)   | D     | Taribo West        |
| 13 | Francia (bandiera)   | D     | Frédéric Danjou    |

| N. |                    | Ruolo | Calciatore            |
| -- | ------------------ | ----- | --------------------- |
| 14 | Francia (bandiera) | C     | Christian Henna       |
| 15 | Algeria (bandiera) | C     | Abdelhafid Tasfaout   |
| 16 | Francia (bandiera) | P     | Fabien Cool           |
| 17 | Francia (bandiera) | A     | Steve Marlet          |
| 18 | Francia (bandiera) | A     | Thomas Deniaud        |
| 20 | Francia (bandiera) | D     | Johan Radet           |
| 21 | Francia (bandiera) | C     | Joël André            |
| 22 | Francia (bandiera) | A     | Fabrice Lepaul        |
| 23 | Francia (bandiera) | A     | Jean-Louis Valois     |
| 24 | Francia (bandiera) | D     | Jean-Sébastien Jaurès |
| 27 | Francia (bandiera) | D     | David Recorbet        |
| 28 | Francia (bandiera) | C     | Frédéric Jay          |
| 29 | Francia (bandiera) | D     | Eric Assati           |

## Risultati

### UEFA Champions League

#### Fase a gironi
| Arbitro: | Ceccarini |

|  |           |             |
|  | Marcatori | 3’ Litmanen |

| Arbitro: | Krondl |

|               |           |                  |
| Gascoigne 71’ | Marcatori | 55’, 69’ Deniaud |

| Arbitro: | Pedersen |

|             |           |  |
| Deniaud 42’ | Marcatori |  |

| Arbitro: | Žuk |

|                                   |           |                 |
| Moldovan 17’, 29’ (rig.) Gren 59’ | Marcatori | 48’ (aut.) Gren |

| Arbitro: | Levnikov |

|               |           |                        |
| Babangida 44’ | Marcatori | 11’ Diomède 46’ Marlet |

| Arbitro: | Nielsen |

|                          |           |           |
| Laslandes 20’ Marlet 32’ | Marcatori | 36’ Gough |

#### Fase a eliminazione diretta
| Arbitro: | García-Aranda |

|                                     |           |              |
| Riedle 12’ Schneider 54’ Möller 83’ | Marcatori | 75’ Lamouchi |

| Arbitro: | Benkö |

|  |           |            |
|  | Marcatori | 61’ Ricken |

## Statistiche

### Andamento in campionato
| Giornata  | 1 | 2 | 3 | 4 | 5  | 6 | 7 | 8 | 9 | 10 | 11 | 12 | 13 | 14 | 15 | 16 | 17 | 18 | 19 | 20 | 21 | 22 | 23 | 24 | 25 | 26 | 27 | 28 | 29 | 30 | 31 | 32 | 33 | 34 | 35 | 36 | 37 | 38 |
| --------- | - | - | - | - | -- | - | - | - | - | -- | -- | -- | -- | -- | -- | -- | -- | -- | -- | -- | -- | -- | -- | -- | -- | -- | -- | -- | -- | -- | -- | -- | -- | -- | -- | -- | -- | -- |
| Luogo     | T | C | T | C | T  | C | T | C | T | C  | T  | C  | T  | C  | T  | C  | T  | T  | C  | T  | C  | T  | C  | T  | C  | T  | C  | T  | C  | T  | C  | T  | C  | T  | C  | C  | T  | C  |
| Risultato | V | V | N | N | P  | V | N | N | N | V  | N  | V  | V  | N  | V  | P  | N  | P  | P  | V  | V  | P  | P  | V  | V  | N  | P  | N  | V  | P  | V  | P  | V  | P  | V  | V  | P  | V  |
| Posizione | 6 | 2 | 4 | 4 | 10 | 5 | 7 | 7 | 7 | 4  | 5  | 2  | 3  | 3  | 3  | 3  | 3  | 5  | 7  | 6  | 4  | 5  | 7  | 7  | 4  | 5  | 7  | 7  | 7  | 7  | 7  | 7  | 7  | 8  | 7  | 6  | 7  | 6  |

Fonte:  Classements Ligue 1, su lfp.fr.
Legenda:

Luogo: C = Casa; T = Trasferta. Risultato: V = Vittoria; N = Pareggio; P = Sconfitta.